# Exodeconus maritima
Exodeconus maritima är en potatisväxtart som först beskrevs av George Bentham, och fick sitt nu gällande namn av W.G. D'arcy. Exodeconus maritima ingår i släktet Exodeconus och familjen potatisväxter. Inga underarter finns listade i Catalogue of Life.